# يوجين ستيرنبيرغ
يوجين ستيرنبيرغ (بالإنجليزية: Eugene Sternberg)‏ هو مهندس معماري أمريكي، ولد في 15 يناير 1915 في براتيسلافا في سلوفاكيا، وتوفي في 5 يونيو 2005 في Evergreen, Colorado ‏ في الولايات المتحدة.